# レフ・ルードネフ
レフ・ウラジーミロヴィチ・ルードネフ（ロシア語: Лев Владимирович Ру́днев 、1885年3月13日 - 1956年11月19日) は スターリン様式の作風で活躍したロシアの建築家。ソ連建築アカデミーのメンバーだった。

## 経歴
1885年、ノヴゴロド生まれ。家族は町の学校の教師で、彼はリガ実科学校（現在のリガ第1中学校）を卒業し、1906年にはサンクトペテルブルクの帝国芸術アカデミーを卒業した。アカデミーでは、レオン・ベノワやイワン・フォミンらの下で絵画と建築を学んだ。1911年ごろから様々な建築コンクールで入選し、1915年には建築芸術分野認定の建築家となっている。
1922年から1948年までレニングラードの芸術アカデミー教授（旧帝国美術アカデミー）を務め、1948年から1952年にはモスクワ建築大学研究所教授であった。 
2月革命後、革命の犠牲者のための記念碑をペトログラードのマルス広場に建てる案を発表（1917年3月）、前衛的な彼のデザインによって建設された。ヴォロネジ、スターリングラード、リガとモスクワなど、大祖国戦争後の廃墟の都市を再建する積極的な役割を取り入れた。
同時代のソ連において、担当したのはほとんどが大規模なもので、最も顕著な建築作品はモスクワ大学諸施設（1948年から1953年、共同者はフセヴォロド・ナソノフとセルゲイ・チェルヌイショフ、パーヴェル・アブロシモフとエンジニアアレクサンドル・フリャコフ）で、同作品でスターリン賞を1949年に受賞している。 

## 受賞・栄典
- 1949年：スターリン賞

## 主な作品

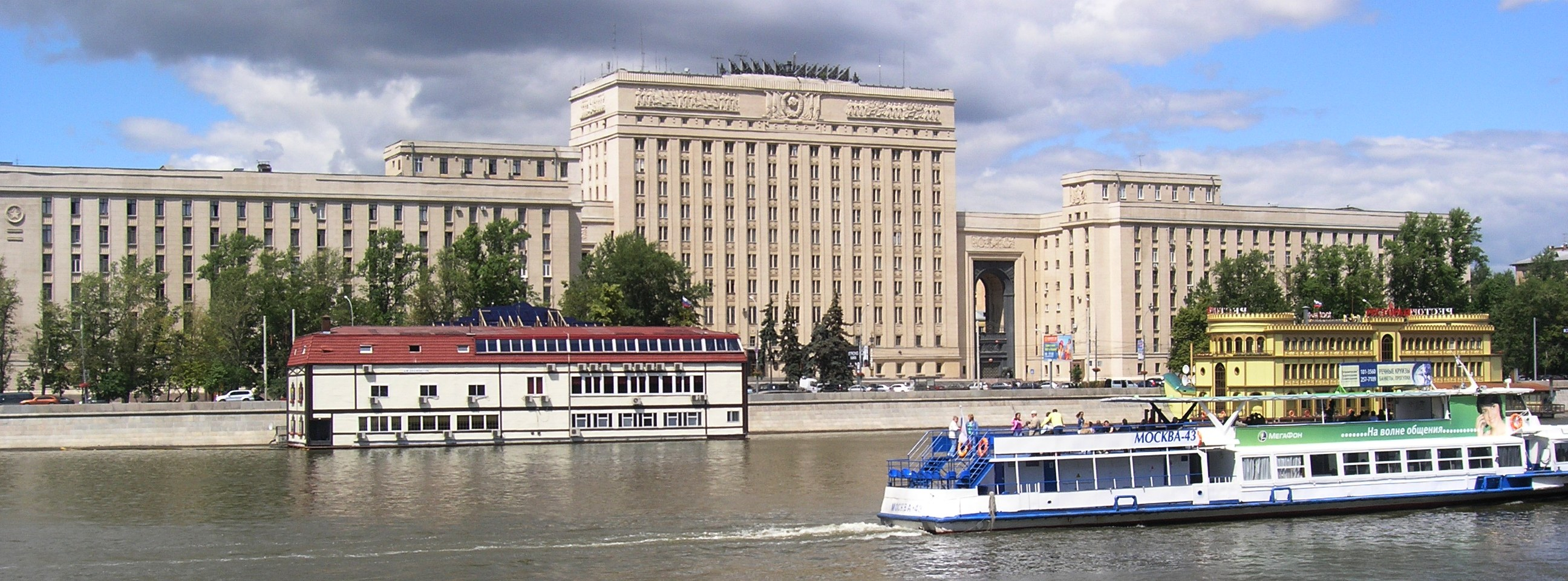
フルンゼ堤沿いの建築物群（1938年 - 1955年）
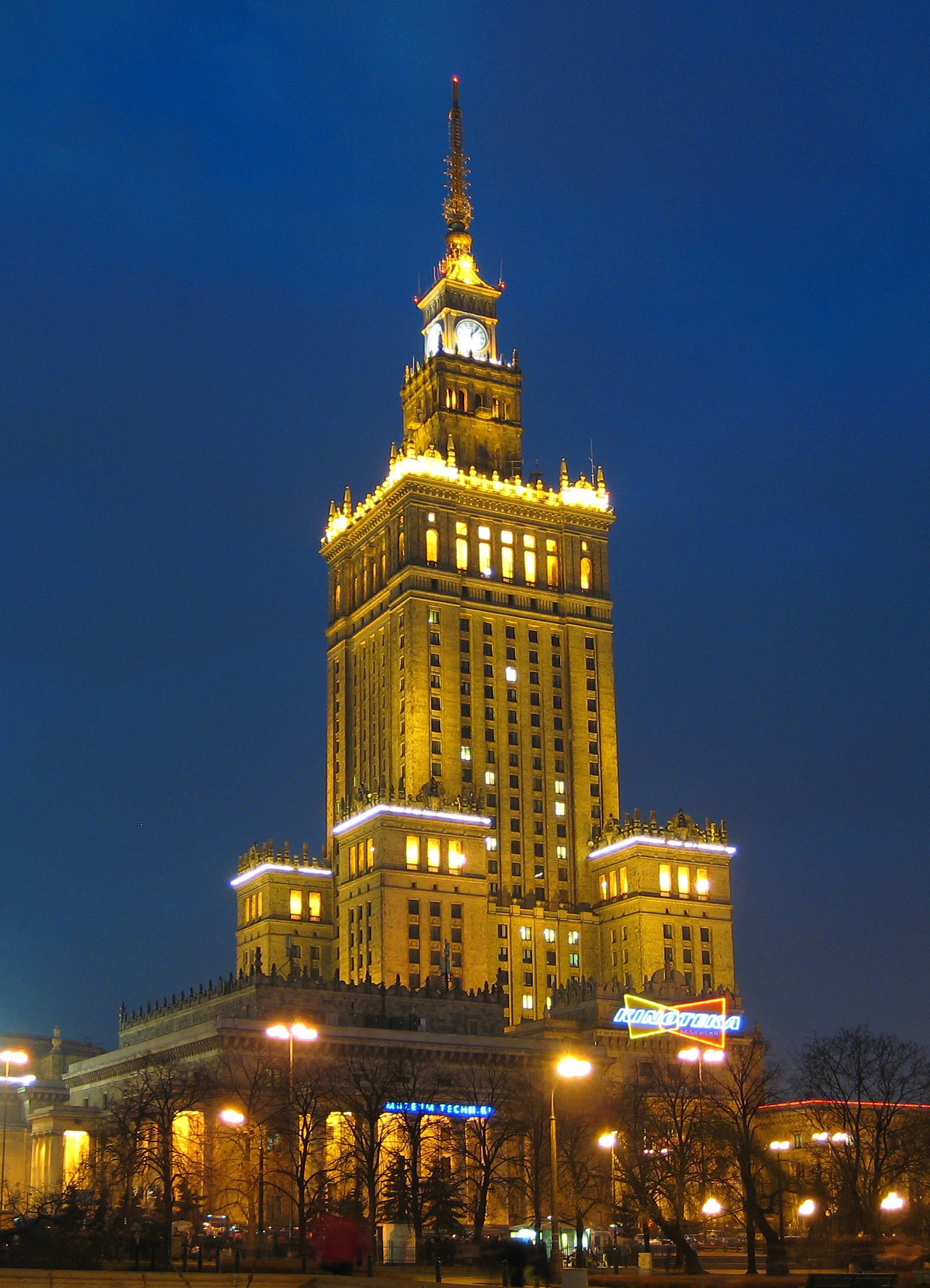
ワルシャワ文化科学宮殿（1952年 - 1955年）

- モスクワ・フルンゼ陸軍士官学校（1939年）
- シャポシニコフ通り沿いの建築物群（1934年 - 1938年）
- リガ科学アカデミー庁舎（ラトビア・リガ）
- アゼルバイジャン・ソビエト社会主義共和国下院政府（バクー、1952年に完成）